# Naviglio Grande
Naviglio Grande är en kanal i Italien som förbinder Milano med Ticino och Lago Maggiore.
Naviglio Grande är omkring 50 kilometer lång och används för såväl skeppsfart som bevattning. Den byggdes på 1100- och 1200-talen.